# 秋田市立桜中学校
秋田市立桜中学校（あきたしりつ さくらちゅうがっこう）は、秋田県秋田市桜台にある公立中学校。略称は桜中。

## 概要
1998年、秋田市立城東中学校のマンモス校を解消すべく、市内22番目に新設された中学校である。当校が位置する桜台のほか、横森・桜・桜ガ丘・大平台・上北手大戸の全域と下北手の一部区域を学区としている。
校歌は開校後に制定され、元校長の加藤豪之助が作詞し、県内出身の作曲家・編曲家・指揮者である小野崎孝輔が作曲した。3部構成の歌詞には、校名や町名に用いられている「桜」が各部の最後に盛り込まれている。
校章は左右対称のデザインとなっており、自主・創造・責任・協力・友愛の意味が込められた桜の花びらを配置している。開校前の1997年9月に市教育委員会が城東中学校の生徒職員や桜小学校の児童、地区民を対象にデザインを募り、およそ500点の中から選定されたものである。
2025年度の生徒数は434人で、特別支援学級を含めた学級数は18におよぶ。

## 沿革
- 1997年（平成9年） - 校舎と体育館を落成[7]。
- 1998年（平成10年）
  - 4月1日 - 開校。開校時の生徒数は492人[2]。
  - 4月4日 - 開校式を挙行[2]。
  - 9月28日 - プールを落成[8]。
  - 10月4日 - 開校およびグランド落成記念野球大会を開催[8]。
- 1999年（平成11年）
  - 2月24日 - 校歌披露目会を挙行[8]。
  - 11月4日 - 竣工記念式典を挙行[8]。
  - 12月18日 - 町内生徒会を発足[8]。
- 2000年（平成12年）2月14日 - 部室を落成[8]。
- 2001年（平成13年）
  - 3月15日 - 武道場を落成[8]。
  - 7月14日 - 剣道部男子が県中学校総合体育大会にて団体優勝し、全国大会に出場[8]。
  - 8月25日 - 柔道部が全国中学校柔道大会個人の部66kg級で5位に入賞[8]。
- 2002年（平成14年）
  - 3月29日 - 卓球部が全国中学選抜卓球大会に出場[8]。
  - 8月15日 - 県中学校総合体育大会にて、男子卓球部と女子ソフトテニス部および水泳部の400mリレーで優勝。その後、水泳部と体操部は全国大会に出場[8]。
- 2003年（平成15年）
  - 3月29日 - 卓球部が全国中学選抜卓球大会に、ソフトテニス部が全国ジュニア選抜ソフトテニス大会に出場[8]。
  - 4月1日 - 2学期制を試験的に導入[8]。

## 部活動

### 運動部
- 陸上競技部（男女）
- 野球部
- サッカー部
- ソフトテニス部（男女）
- 卓球部（男女）
- バスケットボール部（男女）
- バドミントン部
- バレー部（女子）
- 剣道部
- 水泳部
- 柔道部
- 体操部
- スキー競技部

### 文化部
- 美術部
- 放送部
- 吹奏楽部

## 施設概要
主な施設を掲載。
- 校舎（4,991 m2[1]） - 鉄筋コンクリート造3階建てで、体育館と一体構造になっている[7]。2階には集会に使える小講堂や、小体育館としても使用可能な多目的室を設けている[2]。
- 体育館（1,680 m2[1]） - 鉄筋コンクリート造一部鉄骨造平屋建て[7]
- 武道場（449 m2） - 鉄骨造平屋建て[7]。桜誠館と呼ばれている[8]。
- プール（プール槽部分：325 m2[1]）
- 校庭（12,790 m2[1]）
- テニスコート
- 部室

## 学区
- 秋田市
  - 桜台1丁目 - 3丁目
  - 横森1丁目 - 5丁目
  - 桜1丁目 - 4丁目
  - 桜ガ丘1丁目 - 5丁目
  - 大平台1丁目 - 4丁目
  - 上北手大戸
    - 字大戸、字関上、字堀ノ内

  - 下北手桜（一部）
    - 字桜、字柚ノ沢、字蛭沢、宮ケ沢

出典：

## 生徒数・学級数
| 年度                      | 男子 | 女子 | 計  | 増減 | 学級数 | 増減 | 備考       | 出典   |
| ------------------------- | ---- | ---- | --- | ---- | ------ | ---- | ---------- | ------ |
| 1998（平成10）年度        | 不明 | 不明 | 492 |      | 14     |      | 開校       | [ 2 ]  |
| 2000（平成12）年度        | 241  | 214  | 455 | -37  | 12     | -2   |            | [ 9 ]  |
| 2001（平成13）年度        | 239  | 221  | 460 | +5   | 12     | 0    |            | [ 10 ] |
| 2002（平成14）年度        | 217  | 202  | 419 | -41  | 13     | +1   |            | [ 11 ] |
| 2003（平成15）年度        | 218  | 190  | 408 | -11  | 14     | +1   |            | [ 12 ] |
| 2004（平成16）年度        | 197  | 178  | 375 | -33  | 14     | 0    |            | [ 13 ] |
| 2005（平成17）年度        | 190  | 182  | 372 | -3   | 14     | 0    |            | [ 14 ] |
| 2006（平成18）年度        | 182  | 198  | 380 | +8   | 14     | 0    |            | [ 15 ] |
| 2007（平成19）年度        | 201  | 214  | 415 | +35  | 14     | 0    |            | [ 16 ] |
| 2008（平成20）年度        | 212  | 219  | 431 | +16  | 14     | 0    | 創立10周年 | [ 17 ] |
| 2009（平成21）年度        | 239  | 217  | 456 | +25  | 15     | +1   |            | [ 18 ] |
| 2010（平成22）年度        | 226  | 210  | 436 | -20  | 15     | 0    |            | [ 19 ] |
| 2011（平成23）年度        | 223  | 210  | 433 | -3   | 15     | 0    |            | [ 20 ] |
| 2012（平成24）年度        | 208  | 209  | 417 | -16  | 14     | -1   |            | [ 21 ] |
| 2013（平成25）年度        | 218  | 207  | 425 | +8   | 15     | +1   |            | [ 22 ] |
| 2014（平成26）年度        | 210  | 221  | 431 | +6   | 15     | 0    |            | [ 23 ] |
| 2015（平成27）年度        | 217  | 240  | 457 | +26  | 18     | +3   |            | [ 24 ] |
| 2016（平成28）年度        | 219  | 234  | 453 | -4   | 18     | 0    |            | [ 25 ] |
| 2017（平成29）年度        | 220  | 233  | 453 | 0    | 17     | -1   |            | [ 26 ] |
| 2018（平成30）年度        | 216  | 230  | 446 | -7   | 16     | -1   | 創立20周年 | [ 27 ] |
| 2019（平成31/令和元）年度 | 218  | 227  | 445 | -1   | 16     | 0    |            | [ 28 ] |
| 2020（令和2）年度         | 233  | 221  | 454 | -1   | 13     | -3   |            | [ 29 ] |
| 2021（令和3）年度         | 242  | 221  | 463 | +9   | 18     | +5   |            | [ 30 ] |
| 2022（令和4）年度         | 244  | 229  | 473 | +10  | 19     | +1   |            | [ 31 ] |
| 2023（令和5）年度         | 236  | 235  | 471 | -2   | 19     | 0    |            | [ 32 ] |
| 2024（令和6）年度         | 223  | 241  | 464 | -7   | 19     | 0    |            | [ 33 ] |
| 2025（令和7）年度         | 209  | 225  | 434 | -30  | 18     | -1   |            | [ 6 ]  |

## 進学前小学校
- 秋田市立桜小学校（秋田市桜）[3]

## アクセス

### バス
- 「桜台中央公園前」バス停（秋田中央交通）から徒歩で約2分

## 周辺
- 秋田市立桜小学校
- 秋田市桜地区コミュニティセンター
- 桜台中央公園

## 著名な出身者
- 菊沢竜佑 - プロ野球選手
- 髙野柚希 - バスケットボール選手